# Teodora Komnena, vojvotkinja Austrije
Teodora Komnena (grčki Θεοδώρα ἡ Κομνηνή, latinski Theodora Comnena; † 2. siječnja 1184.) bila je grčka plemkinja i vojvotkinja Austrije. Njezini roditelji bili su bizantski princ Andronik – sin cara Ivana II. Komnena i Irene Ugarske – i njegova supruga Irena. Nadnevak Teodorina rođenja nepoznat je, ali je vjerojatno bila mlađa kći. Otac joj je umro 1142.
Njezin je stric, car Manuel I. Komnen, htio da se Teodora uda za Henrika II. Austrijskog, čija je prva supruga umrla 1143. godine. Henrik i Teodora vjenčali su se u Konstantinopolu te su dobili troje djece:
- Agneza Austrijska (1154. – 1182.)[3]
- Leopold V. Austrijski
- Henrik, vojvoda Mödlinga (umro 1223.) – suprug Richeze Češke